# 草間光行
草間 光行（くさま みつゆき、1966年 - ）本名、高田 光行（たかた みつゆき）は、13歳の時に俳優を引退し、現在は特定非営利活動法人あいあるの理事長。
知的障がい児、発達障がい、自閉症、ダウン症等の療育を支援している。東京、足立区で児童福祉法に基づく児童発達支援、放課後等デイサービス事業キッズの森3事業所を展開。
元子役である。

## テレビ
- 俺はあばれはっちゃく（テレビ朝日系列、1979年2月 - 1980年2月） 桜間長太郎のライバル 吉井正彦役。
- 西遊記（1978年10月～1979年3月NTV系放映（制作・国際放映））第2話 長い旅のはじまり 凌虚子役。
- 浮浪雲（1978年～ テレビ朝日（石原プロ製作）） 第1話 第2話 第4話に出演
- 土曜ナナハン学園危機一髪（フジテレビ系列、1980年4月26日 子供たちのいちばん危険な夜・・・）

## 舞台
- 肥後の石工（劇団前進座、1978年～1979年）日本全国を巡業 最終公演は国立劇場 吉役。

## CM
- 明星どんぶりくん（1977年～）出演。

## 映画
- 中学2年生理科 星の観察（東映教育映画、1978年）主人公。